# Pinguicula parvifolia
Pinguicula parvifolia este o specie de plante carnivore din genul Pinguicula, familia Lentibulariaceae, ordinul Lamiales, descrisă de Robinson. Conform Catalogue of Life specia Pinguicula parvifolia nu are subspecii cunoscute.